# Edison (Geòrgia)
Edison és una població dels Estats Units a l'estat de Geòrgia. Segons el cens del 2000 tenia 1.340 habitants.

## Demografia
Segons el cens del 2000, Edison tenia 1.340 habitants, 512 habitatges, i 334 famílies. La densitat de població era de 222,1 habitants/km².
Dels 512 habitatges en un 31,4% hi vivien nens de menys de 18 anys, en un 34,2% hi vivien parelles casades, en un 28,1% dones solteres, i en un 34,6% no eren unitats familiars. En el 32,2% dels habitatges hi vivien persones soles el 16,6% de les quals corresponia a persones de 65 anys o més que vivien soles. El nombre mitjà de persones vivint en cada habitatge era de 2,46 i el nombre mitjà de persones que vivien en cada família era de 3,13.
Per edats la població es repartia de la següent manera: un 27,5% tenia menys de 18 anys, un 8,9% entre 18 i 24, un 22,3% entre 25 i 44, un 20,4% de 45 a 60 i un 21% 65 anys o més.
L'edat mediana era de 38 anys. Per cada 100 dones de 18 o més anys hi havia 62 homes.
La renda mediana per habitatge era de 19.191 $ i la renda mediana per família de 23.839 $. Els homes tenien una renda mediana de 22.500 $ mentre que les dones 15.813 $. La renda per capita de la població era de 10.409 $. Entorn del 31,2% de les famílies i el 34,2% de la població estaven per davall del llindar de pobresa.

## Poblacions properes
El següent diagrama mostra les poblacions més properes.